# Gnash
Gnash je přehrávač klipů ve formátu Macromedia „Shockwave Flash“ (nyní Adobe Flash, přípona .swf) vyvíjený pod licencí GNU General Public License. Vzniká jako náhrada proprietárního softwaru Adobe Flash Player. Je součástí projektu GNU. Jedná se o samostatnou aplikaci i o zásuvný modul (plugin) pro webové prohlížeče (původně Firefox, nyní i Opera, Konqueror a další). Gnash navazuje na projekt GPLFlash a je založen také na programu GameSWF, jež byl uvolněn do public domain. Verze 0.8.9 podporuje většinu SWF v7 a třídy ActionScript 2, z menší části také SWF v8 a v9 a od verze 0.8.8 je dostatečně vyspělá a schopná korektně pracovat s velice oblíbeným přehrávačem Youtube.com.